# Torekov
Torekov er en lille havneby i det nordvestlige Skåne i Sverige. Den ligger yderst på Bjärehalvön. Ud for Torekov ligger Hallands Väderö.
Torekov er beliggende i Båstad Kommune i Skåne län. Den har et areal på 5 km2
og et befolkningstal på 1.044 (2023) indbyggere.
Berømt er den såkaldte Brøndbyvisen fra 1700'erne, om hvordan stednavnene i Skåne og Sjælland fik deres navne. Ifølge en gammel skånsk-dansk legende, fandtes der en gammel konge, som havde tre børn: Tora, Arild og Gille, som blev myrdet af deres onde stedmoderdronning på søen. På tre forskellige strande ved Øresund, hvor ligene flød i land, fik stederne deres navn: Torekov på Bjerg (Bjäre)-halvøen (Bjäre herred), Arild på Kullen og Gilleleje på Sjælland.